# Scott, le film
Pour les articles homonymes, voir Teacher's Pet.
Pour plus de détails, voir Fiche technique et Distribution.
Scott, le film (Teacher's Pet) est un film d'animation musical des DisneyToon Studios. Sorti en 2004, il est basé sur la série télévisée animée américaine Scott, premier de la classe (en) (Teacher's Pet).

## Synopsis
Spot est un chien qui peut parler et marcher. Se déguisant en humain, il parvient à se faire passer pour un élève nommé Scott à l'école de son maître, Leonard. Ainsi, tout se passe bien jusqu'aux vacances d'été, où Leonard part en voyage en Floride en camping-car, malheureusement interdit aux chiens. C'est alors que Spot décide de personnifier Scott à nouveau pour pouvoir accompagner son meilleur ami dans l'état du soleil.

## Fiche technique
- Titre original : Teacher's Pet
- Titre français : Scott, le film
- Réalisation : Timothy Björklund
- Production : Stephen Swofford
- Scénario : Bill Steinkellner et Cherie Steinkellner
- Musique : Randy Petersen et Kevin Quinn
- Production : Walt Disney Television Animation
- Budget : 10 000 000 USD
- Langue : anglais
- Durée : 74 minutes
- Date de sortie : 
  - États-Unis : 16 janvier 2004

## Distribution

### Voix originales
- Nathan Lane : Spot Helperman / Scott Leadready II / Scott Manly-Manning
- Shaun Fleming : Leonard Amadeus Helperman
- Debra Jo Rupp : Mary Lou Moira Angela Darling Helperman
- Wallace Shawn : Dyrektor Crosby Strickler
- Kelsey Grammer : Dr Ivan Krank
- Rob Paulsen : Ian Wazselewski
- David Ogden Stiers : Pan Jolly
- Jerry Stiller : Pretty Boy
- Paul Reubens : Dennis
- Megan Mullally : Adele
- Estelle Harris : Pani Boogin
- Jay Thomas : Barry Anger
- David Ogden Stiers : Mr. Jolly
- Jay Thomas : Barry Anger
- Rosalyn Landor : Blue Fairy
- Mae Whitman : Leslie Dunkling
- Lauren Tom : Younghee